# Pyramidula chorismenostoma
Pyramidula chorismenostoma ist eine Schneckenart in der Familie der Pyramidenschnecken (Pyramidulidae) aus der Unterordnung der Landlungenschnecken (Stylommatophora). Es ist die einzige Landschneckenart in Europa, bei der sich die Windungen ablösen.

## Merkmale
Das rechtsgewundene Gehäuse ist flach-konisch und misst 2,2 mm in der Breite und 3,1 mm in der Höhe. Es besitzt bis 4½ Windungen, die langsam zunehmen. Die ersten drei Windungen sind noch regelmäßig aufgerollt, danach lösen dich die Windungen von den vorigen Windungen ab. Die letzte Windung entwickelt auf der Außenseite einen schwachen Kiel. Die Mündung ist rundlich. Der einfache Mundsaum ist zugespitzt und nicht umgeschlagen. Der Nabel ist sehr weit offen.
Das Gehäuse ist hell- bis rotbraun gefärbt, oft zur Mündung hin heller werdend. Die Anwachsstreifen sind kräftig ausgebildet.

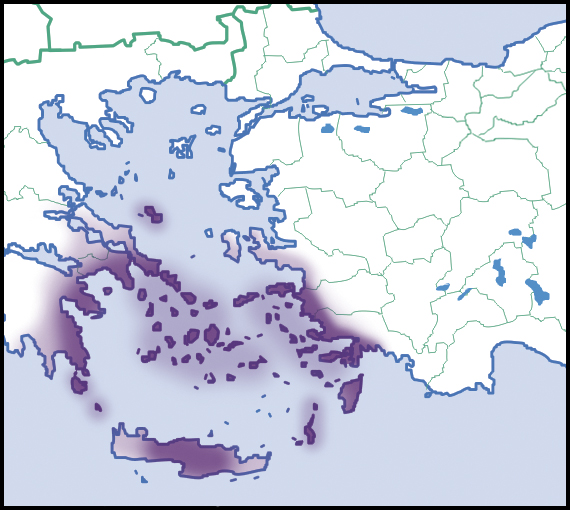
Geographische Verbreitung

## Geographische Verbreitung und Lebensraum
Das Verbreitungsgebiet ist auf den südöstlichen Teil von Griechenland einschließlich der ägäischen Inseln und Kreta sowie die Westtürkei beschränkt.
Die Tiere leben in offenen Biotopen auf Kalksteinfelsen.

## Lebensweise
Die Tiere sind ovovivipar, d. h., es werden nur sehr wenige, sehr große Eier produziert, die in der Mantelhöhle zurückgehalten werden. Die Jungtiere schlüpfen in der Mantelhöhle und verlassen als Miniaturadulte die Mantelhöhle. Sie haben zu diesem Zeitpunkt 1½ Windungen gebildet.

## Taxonomie
Das Taxon wurde von Carl Agardh Westerlund und Hippolyte Blanc in der originalen Kombination Helix rupestris subspecies? chorismenostoma aufgestellt. Die Art ist allgemein anerkannt.